# Laimosemion frenatus
Laimosemion frenatus es un pez de agua dulce la familia de los rivulines en el orden de los ciprinodontiformes.

## Morfología
De cuerpo alargado y color rojo, los machos pueden alcanzar los 5 cm de longitud máxima.

## Distribución geográfica
Se encuentran en ríos de América del Sur, en cuencas fluviales de Guyana y de Surinam.

## Hábitat
Viven en pequeños cursos de agua entre 22 y 26 °C de temperatura, de comportamiento bentopelágico y no migrador.
No es un pez estacional. Es muy difícil de mantener cautivo en acuario.